# Balthasar Ambuel
Balthasar Ambuel, auch Balthasar Ambühl (* um 1583; † 10. Oktober 1660) war ein Schweizer Politiker und Offizier.

## Leben
Balthasar Ambuel entstammte der angesehenen Walliser Familie Ambühl. Seine Eltern waren der Hauptmann Stefan Ambuel und dessen Ehefrau Margareta (geb. von Riedmatten), Schwester des Sittener Fürstbischofs Hildebrand von Riedmatten. Sein Enkel war der spätere Walliser Landeshauptmann Alfons Ambuel.
Nach seiner Hochzeit wurde er 1603 Gastwirt in Sitten und war seit 1609 Walliser Landratsabgeordneter.
1609, sowie 1623 bis 1624, 1627 bis 1628 und von 1636 bis 1638 war er Bürgermeister von Sitten; in dieser Zeit war er auch von 1621 bis 1623 Landvogt von Monthey und von 1631 bis 1635 sowie von 1647 bis 1650 war er Grosskastellan von Sitten.
Ab 1616 war er Hauptmann und war von 1623 bis 1651 Oberst im Unterwallis. Er trat um 1624 als Oberst in savoyische Dienste, stellte ein Regiment auf und kämpfte gegen die Neapolitaner und wurde zum Gouverneur von Acqui in der Markgrafschaft Montferrat ernannt.
Von 1635 bis 1637 und ab 1641 nahm er in französischen Diensten an den Kriegszügen nach Lothringen, Flandern und Spanien teil, hierzu stellte er ein Regiment mit 2000 Mann auf und befehligte dieses an der Spitze, bis er seinen Dienst am 14. Juli 1648 quittierte.
Als entschiedener Protestant und Gegner der weltlichen Macht des Fürstbischofs von Sitten verliess er das Wallis, wurde 1652 Bürger von Bern, als Protestant aufgenommen und erwarb das Schloss Gerzensee.
Balthasar Ambuel war in erster Ehe seit 1602 mit Barbilia, Tochter des Johann Ducomin und in zweiter Ehe seit 1633 mit Verena (geb. Schmid) aus dem Bezirk Goms verheiratet. Von seinen Kindern sind namentlich bekannt:
- Johann Jakob Ambuel, mit ihm starb die Linie der Familie aus;
- Emmanuel Ambuel, blieb als Katholik im Wallis; dessen Enkel Franz Friedrich Ambuel war von 1760 bis 1780 Fürstbischof von Sitten.[4]
- Juliana Ambuel, verheiratet mit Adrian Lambien (1620–1687), Landeshauptmann des Wallis.[5]

## Ehrungen und Auszeichnungen
Balthasar Ambuel war Ritter des St.-Mauritius-und-Lazarus-Ordens.